# Гернроде (Тюрингія)
Гернроде (нім. Gernrode) — громада в Німеччині, розташована в землі Тюрингія. Входить до складу району Айхсфельд. Складова частина об'єднання громад Айхсфельд-Віпперауе.
Площа — 7,34 км2. Населення становить 1484 ос. (станом на 31 грудня 2021).

## Галерея

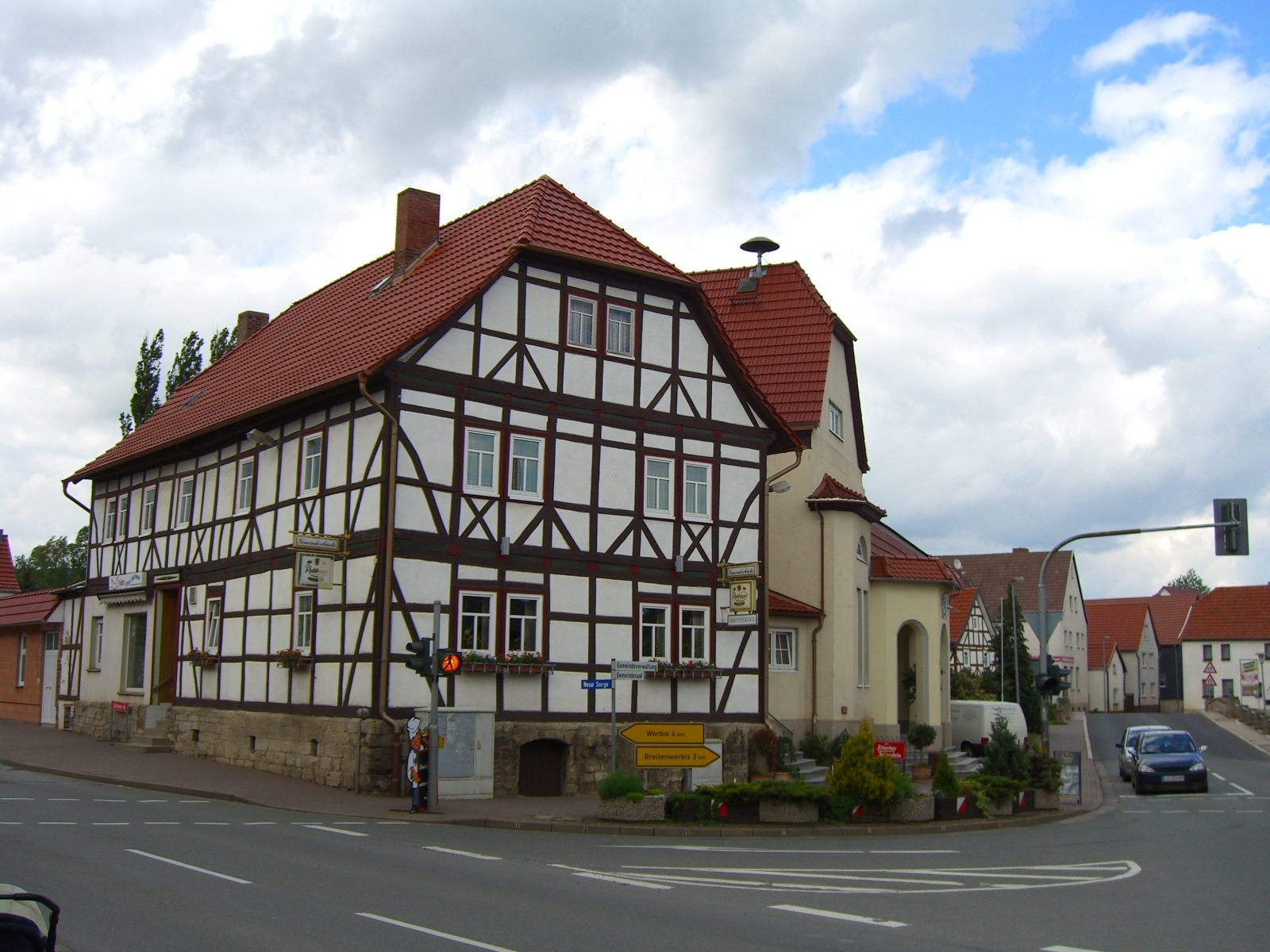
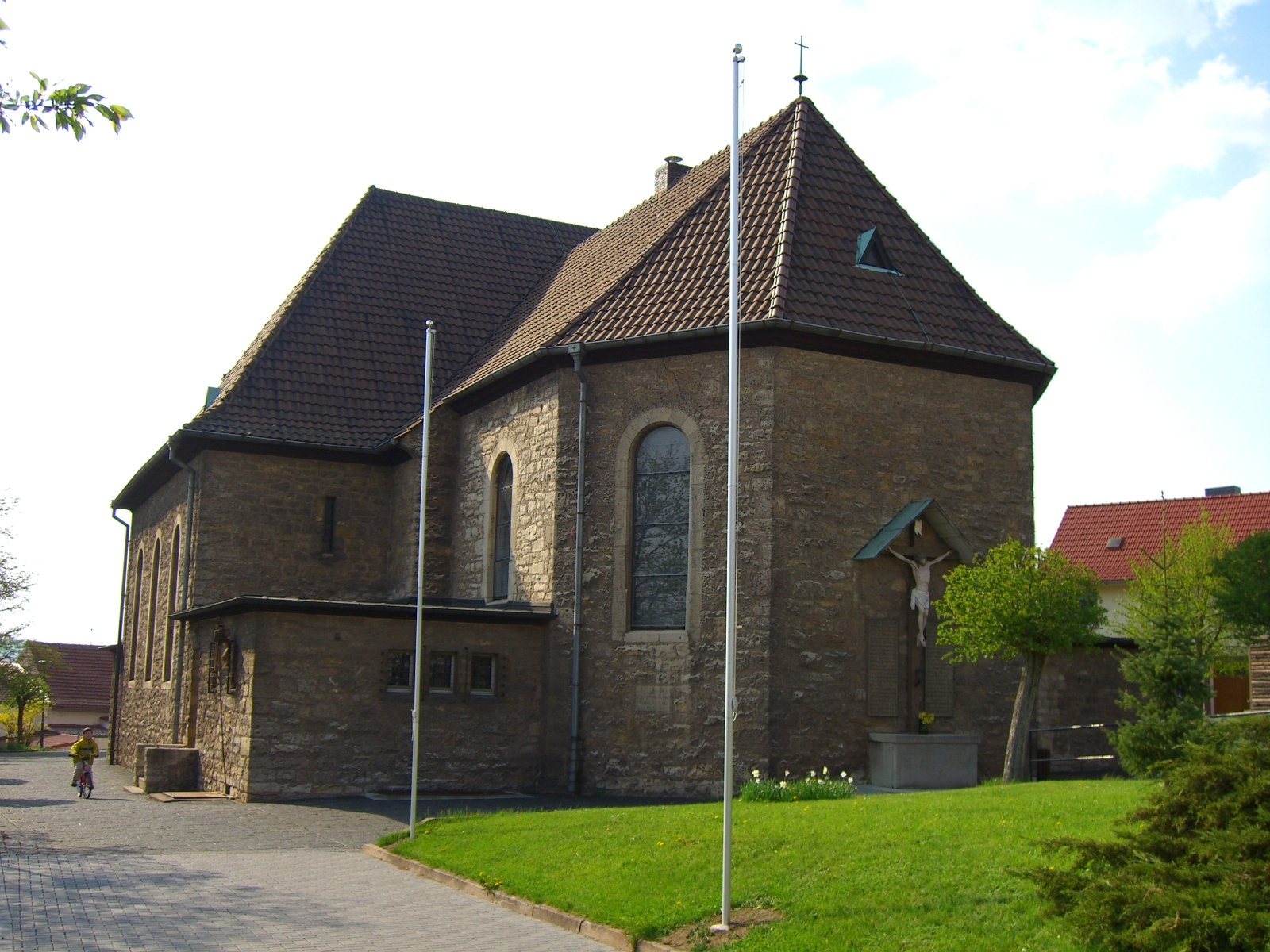
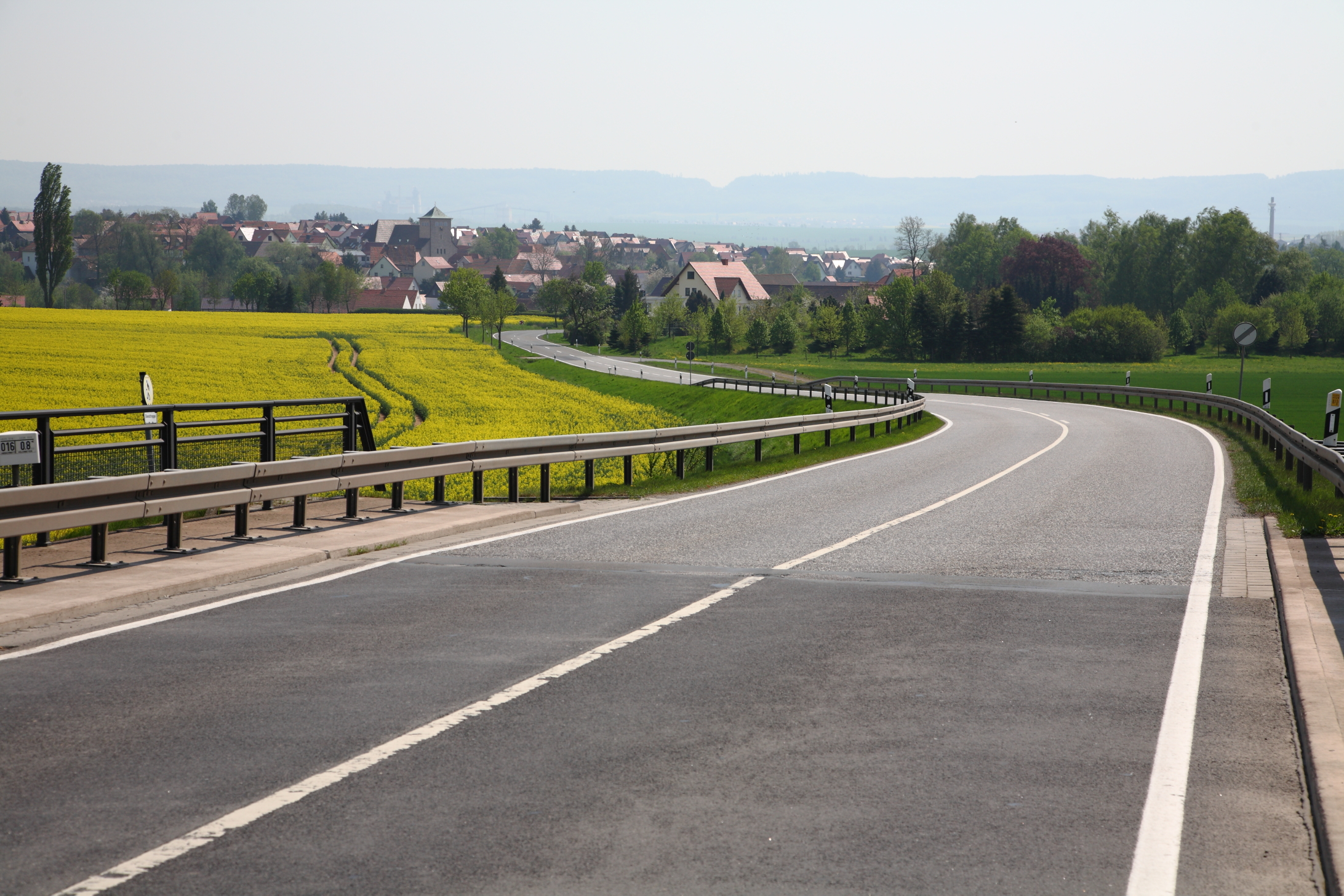
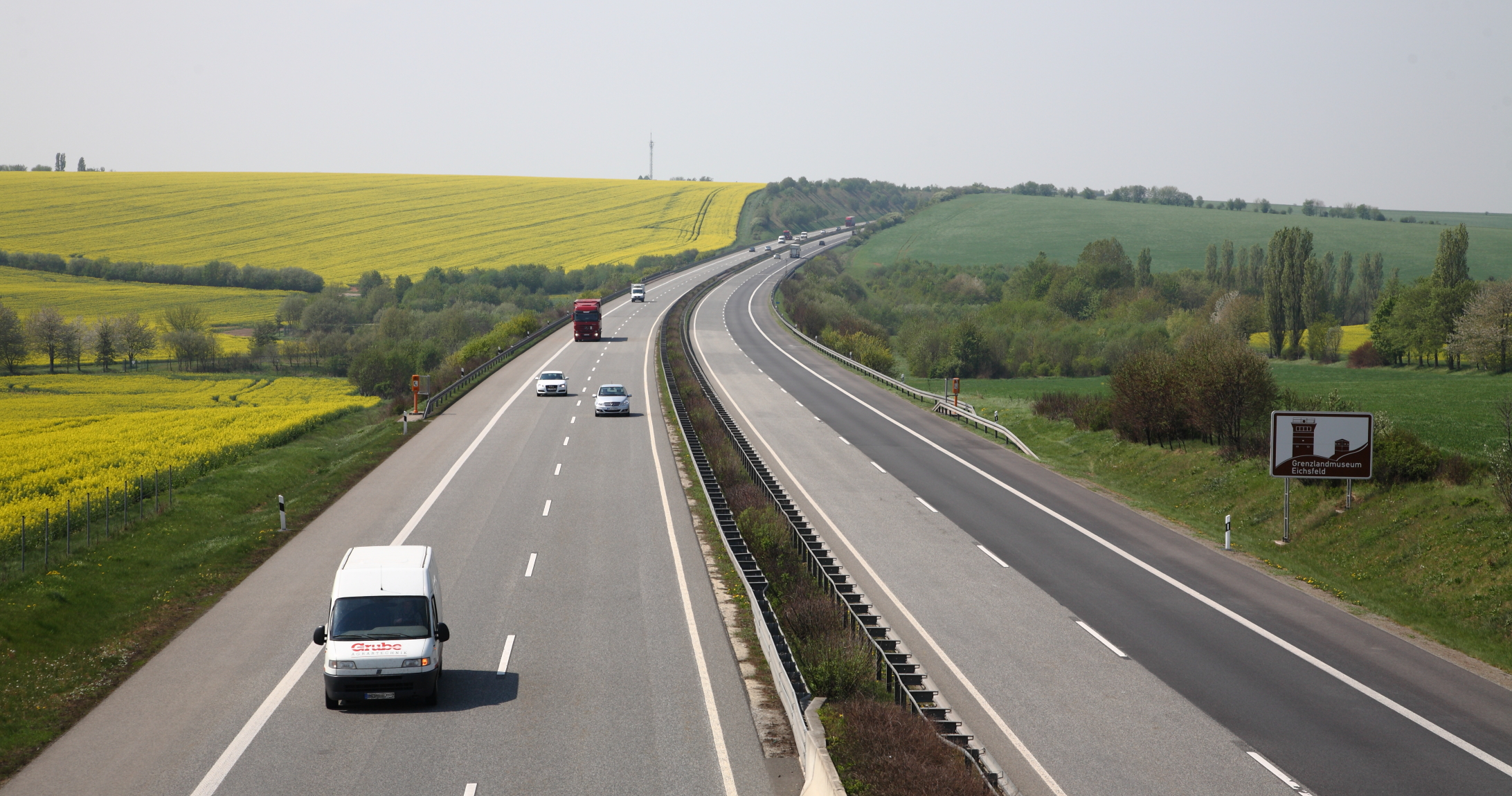